# Oculus (film)
Oculus – amerykański film fabularny z 2013 roku, napisany przez Mike’a Flanagana i Jeffa Howarda oraz wyreżyserowany przez samego Flanagana. Scenariusz oparto na filmie krótkometrażowym z 2006, Oculus: Chapter 3 − The Man with the Plan. Fabuła obrazu skupia się na losach młodej kobiety, usiłującej udowodnić, że za morderstwo jej ojca odpowiedzialne jest lustro o cechach paranormalnych. Światowa premiera projektu odbyła się 8 września 2013 w trakcie Międzynarodowego Festiwalu Filmowego w Toronto. W kwietniu 2014 nastąpiła komercyjna premiera Oculus. Film zebrał pozytywne recenzje krytyków, którzy uznali go za udany horror psychologiczny.

## Obsada
- Karen Gillan − Kaylie Russell
- Brenton Thwaites − Tim Russell
- Rory Cochrane − Alan Russell
- Katee Sackhoff − Marie Russell
- Annalise Basso − Kaylie jako 13-latka
- Garrett Ryan − Tim jako 10-latek
- James Lafferty − Michael Dumont
- Miguel Sandoval − dr. Graham
- Kate Siegel − Marisol Chavez

## Odbiór
Redaktorzy witryny filmyfantastyczne.pl wymienili projekt w notowaniu najlepszych horrorów, jakie kiedykolwiek powstały.

## Nagrody i wyróżnienia
- 2013, Międzynarodowy Festiwal Filmowy w Toronto:
  - nagroda People's Choice w kategorii Midnight Madness − II miejsce (wyróżniony: Mike Flanagan)[4]
- 2014, Golden Trailer Awards:
  - nominacja do nagrody Golden Trailer w kategorii najlepszy horror (firmy Relativity Media, mOcean)[4]
  - nominacja do nagrody Golden Trailer w kategorii najlepszy plakat filmowy − horror (Relativity Media)[4]
- 2014, Fright Meter Awards:
  - nominacja do nagrody Fright Meter w kategorii najlepsza reżyseria (Mike Flanagan)[5]
  - nominacja do nagrody Fright Meter w kategorii najlepszy scenariusz[5]
  - nominacja do nagrody Fright Meter w kategorii najlepsza aktorka pierwszoplanowa (Karen Gillan)[5]
  - nominacja do nagrody Fright Meter w kategorii najlepszy montaż[5]
  - nominacja do nagrody Fright Meter w kategorii najlepsze zdjęcia[5]
  - nominacja do nagrody Fright Meter w kategorii najlepsze efekty specjalne[5]
- 2015, Fangoria Chainsaw Awards:
  - nagroda Chainsaw w kategorii najlepszy film szeroko dystrybuowany[6]
  - nominacja do nagrody Chainsaw w kategorii najlepsza aktorka (Karen Gillan; kandydatka dopisana do listy)[6]
  - nagroda Chainsaw w kategorii najlepsza aktorka drugoplanowa (Katee Sackhoff)[6]
  - nominacja do nagrody Chainsaw w kategorii najlepszy scenariusz (Mike Flanagan)[6]
  - nominacja do nagrody Chainsaw w kategorii najlepsza ścieżka dźwiękowa (The Newton Brothers)[6]